# 충청남도교통연수원
충청남도교통연수원(忠淸南道交通硏修院)은 대한민국 충청남도 공주시에 있는 공공기관이다. 사업용 운수종사자에 대한 법정 교육과 충청남도 지역 주민에 대한 교통 안전 교통을 담당하는 연수 기관이다.

## 주요 시설

### 운동장
충청남도교통연수원 운동장(忠淸南道交通硏修院運動場, Chungcheongnamdo Traffic Training Institute Field)은 대한민국 충청남도 공주시에 있는 충청남도교통연수원 내에 설치된 스포츠 시설이다. 인조잔디 필드가 갖춰진 축구 경기장이 조성되어 있다. K7리그 공주 등의 축구 대회가 개최되었다.

## 참고 문헌
- 〈충청남도교통연수원〉. 《디지털공주문화대전》. 한국학중앙연구원.